# إيما أنكدي
إيما أنكدي (بالإنجليزية: Emma Ankudey) (مواليد 10 سبتمبر 1943) هو ملاكم غاني، مثّل بلاده في الألعاب الأولمبية الصيفية 1972.

## روابط خارجية
إيما أنكدي على موقع أوليمبيديا (الإنجليزية)
- إيما أنكدي على موقع اتحاد ألعاب الكومنولث (مؤرشف) (الإنجليزية)
- إيما أنكدي على موقع اتحاد ألعاب الكومنولث (مؤرشف) (الإنجليزية)